# Пон-Нёф
Пон-Нёф (в переводе — Новый мост, фр. Pont Neuf) — старейший из сохранившихся мостов Парижа через реку Сену. Построен в XVI—XVII веках. Сейчас является одним из символов Парижа.

## Данные
Длина арочного моста составляет 280 м, а ширина — 20 м. Новый мост соединяет набережную Лувра (Quai du Louvre) в 1-м округе на правом берегу с набережной Конти (Quai de Conti) и набережной Гранз-Огюстэн (Quai des Grands Augustins) на левом берегу в 6-м округе. Примерно посередине мост пересекает западную оконечность острова Ситэ. Две лестницы ведут с моста в сквер Вер-Галан, расположенный у западного мыса острова Ситэ.

## История
В середине XVI века в Париже было всего четыре моста: Малый мост, мост Нотр-Дам, мост Сен-Мишель и мост Менял. Так как Париж в те времена был уже достаточно большим городом с оживлённым уличным движением, нанёсшим значительный вред существующим мостам, срочно требовалось сооружение нового моста, который соединил бы Лувр с рынком аббатства Сен-Жермен-де-Пре.
Уже в 1556 году король Генрих II планировал сооружение моста, однако потерпел неудачу, столкнувшись с сопротивлением парижских торговцев. Лишь 20 лет спустя вечером 31 мая 1578 король Генрих III положил начало строительству моста. Отличительной особенностью Нового моста стало то, что он не был застроен лавками и домами, как другие мосты. Таким образом, проходя по мосту, можно было любоваться Сеной и окрестностями, однако торговцы были недовольны тем, сколько места осталось неиспользованным. Отличала Новый мост и необычайная для XVI века ширина — 20 м — превышавшая ширину не только всех парижских мостов, но и большинства улиц города. Строительством моста руководил Гийом Маршан, взявший за основу проект Батиста Андруэ дю Серсо. Сдача моста произошла лишь в 1606 году, уже при короле Генрихе IV. Вскоре после сдачи моста на нём появились обычные для всех парижских мостов лавки и балаганы, снесённые лишь к первой половине XIX века.
23 августа 1614 года, через четыре года после убийства короля Генриха IV, по распоряжению королевы Марии Медичи в срединной части моста через остров Ситэ была установлена бронзовая конная статуя Генриха IV по модели итальянского скульптора Джамболонья, завершённая его учеником П. Такка в 1615 году. Это был первый памятник французскому королю, установленный в общедоступном месте. Проект статуи тоже был новаторским для своего времени: статуя не была обрамлена зданиями, как было принято прежде, а поставлена на открытом месте. Бронзовая статуя короля сохранялась вплоть до Французской революции. В 1792 году её разбили и сбросили в Сену. Уцелело несколько фрагментов памятника, которые представлены сейчас в экспозиции музея Карнавале. Монумент Генриху IV был восстановлен после Реставрации династии Бурбонов при Людовике XVIII в 1818 году. Реплика оригинала конной статуи работы Джамболоньи была отлита в бронзе по скульптурной модели Франсуа Лемо.
В декабре 1885 года из-за размыва произошло оседание левобережного устоя моста. Ремонтные работы были выполнены с сохранением исторического облика моста.

## В искусстве
В 1985 году мост был «упакован» супругами-художниками Христо Явашевым и Жанной-Клод де Гийебон. Подготовительные работы продлились около 10 лет, однако в основном потому, что требовалось одобрение проекта мэром Жаком Шираком.
В 1991 году Лео Каракс снял здесь фильм «Любовники с Нового моста», однако большинство сцен были сняты на копии моста, сооружённой на юге Франции.

## Галерея
- Проект моста (ок. 1577), музей Карнавале, Париж
- Пьер Огюст Ренуар, 1872, Национальная галерея искусства, Вашингтон
- Клод Моне, 1871, Музей искусств, Даллас
- Камиль Писсарро, 1902, Музей изобразительных искусств, Будапешт

## Расположение
| Расположение моста на Сене     | Расположение моста на Сене | Расположение моста на Сене                   |
| ------------------------------ | -------------------------- | -------------------------------------------- |
| Вниз по течению: Мост Искусств |                            | Вверх по течению: Мост Менял Мост Сен-Мишель |